# St. Georgen am Reith
St. Georgen am Reith (auch Sankt Georgen am Reith) ist eine österreichische Gemeinde mit 532 Einwohnern (Stand 1. Jänner 2024) im Bezirk Amstetten in Niederösterreich.

## Geografie
St. Georgen am Reith ist eine Gemeinde der Ybbstaler Alpen im Oberen Ybbstal, die zur niederösterreichischen Eisenstraße im Mostviertel in Niederösterreich zählt. Das Gemeindegebiet umfasst eine Fläche von über 40 km². Die Bundesstraße 31, die entlang der Ybbs verläuft, dient als Verbindung nach Göstling an der Ybbs (flussaufwärts) und Hollenstein an der Ybbs (flussabwärts). Über 78 % der Fläche der Gemeinde sind bewaldet.

### Gemeindegliederung
Die Gemeinde St. Georgen am Reith besteht aus den vier Ortschaften bzw. Katastralgemeinden (in Klammern Fläche Stand 31. Dezember 2023, Einwohnerzahl Stand 1. Jänner 2024):
- Hochau (438,28 ha, 53 Ew.) samt Steg
- Kogelsbach (1.230,61 ha, 183 Ew.) samt Meisserleithen
- Königsbergau (898,42 ha, 78 Ew.) samt Moosau
- St. Georgen am Reith (1.440,79 ha, 218 Ew.) samt Bach

### Nachbargemeinden
| Opponitz                | Ybbsitz                                     |                                      |
|                         | Kompassrose, die auf Nachbargemeinden zeigt | Lunz am See (Bez. Scheibbs)          |
| Hollenstein an der Ybbs |                                             | Göstling an der Ybbs (Bez. Scheibbs) |

## Geschichte
Bereits im Altertum war das Gebiet von den Römern besiedelt, es war Teil der Provinz Noricum.
Der Ort wurde von der Herrschaft Gleiß verwaltet. 1192 kam die Grundherrschaft bis zur Säkularisation in Besitz vom Hochstift Passau.

### Einwohnerentwicklung
Die meisten Einwohner hatte St. Georgen mit 1.017 Personen im Jahr 1923. Dies liegt mit hoher Wahrscheinlichkeit daran, dass von 1922 bis 1924 der Bau der Rohrleitung (Dükerbrücke) stattfand. Bei der nächsten Zählung im Jahr 1934 waren es nur mehr 676 Einwohner. Bei der Zählung 1971 waren es noch 604 Personen. Seither ist die Einwohnerzahl immer unter 600 Personen gelegen, 2019 waren es 549 Personen.
| St. Georgen am Reith: Einwohnerzahlen von 1869 bis 2024 | St. Georgen am Reith: Einwohnerzahlen von 1869 bis 2024 | St. Georgen am Reith: Einwohnerzahlen von 1869 bis 2024 | St. Georgen am Reith: Einwohnerzahlen von 1869 bis 2024 | St. Georgen am Reith: Einwohnerzahlen von 1869 bis 2024 |
| ------------------------------------------------------- | ------------------------------------------------------- | ------------------------------------------------------- | ------------------------------------------------------- | ------------------------------------------------------- |
| Jahr                                                    |                                                         |                                                         |                                                         | Einwohner                                               |
| 1869                                                    | 1869                                                    |                                                         | 641                                                     | 641                                                     |
| 1880                                                    | 1880                                                    |                                                         | 641                                                     | 641                                                     |
| 1890                                                    | 1890                                                    |                                                         | 628                                                     | 628                                                     |
| 1900                                                    | 1900                                                    |                                                         | 683                                                     | 683                                                     |
| 1910                                                    | 1910                                                    |                                                         | 722                                                     | 722                                                     |
| 1923                                                    | 1923                                                    |                                                         | 1.017                                                   | 1.017                                                   |
| 1934                                                    | 1934                                                    |                                                         | 676                                                     | 676                                                     |
| 1939                                                    | 1939                                                    |                                                         | 675                                                     | 675                                                     |
| 1951                                                    | 1951                                                    |                                                         | 694                                                     | 694                                                     |
| 1961                                                    | 1961                                                    |                                                         | 634                                                     | 634                                                     |
| 1971                                                    | 1971                                                    |                                                         | 604                                                     | 604                                                     |
| 1981                                                    | 1981                                                    |                                                         | 563                                                     | 563                                                     |
| 1991                                                    | 1991                                                    |                                                         | 573                                                     | 573                                                     |
| 2001                                                    | 2001                                                    |                                                         | 589                                                     | 589                                                     |
| 2011                                                    | 2011                                                    |                                                         | 576                                                     | 576                                                     |
| 2021                                                    | 2021                                                    |                                                         | 539                                                     | 539                                                     |
| 2024                                                    | 2024                                                    |                                                         | 532                                                     | 532                                                     |
| Quelle(n): Statistik Austria, Gebietsstand 1.1.2021     |                                                         |                                                         |                                                         |                                                         |

## Kultur und Sehenswürdigkeiten

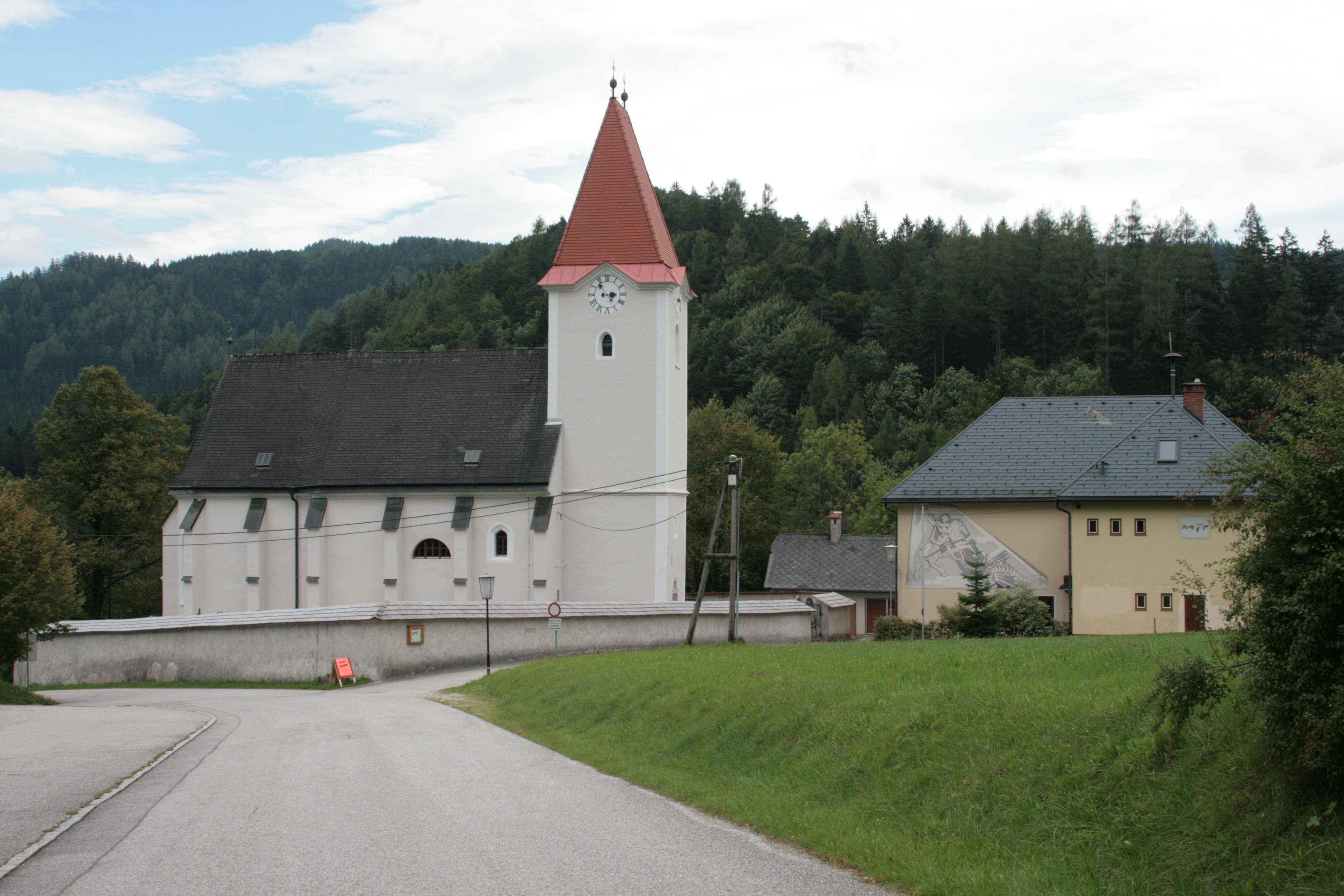
Pfarrkirche St. Georgen am Reith, rechts die Volksschule

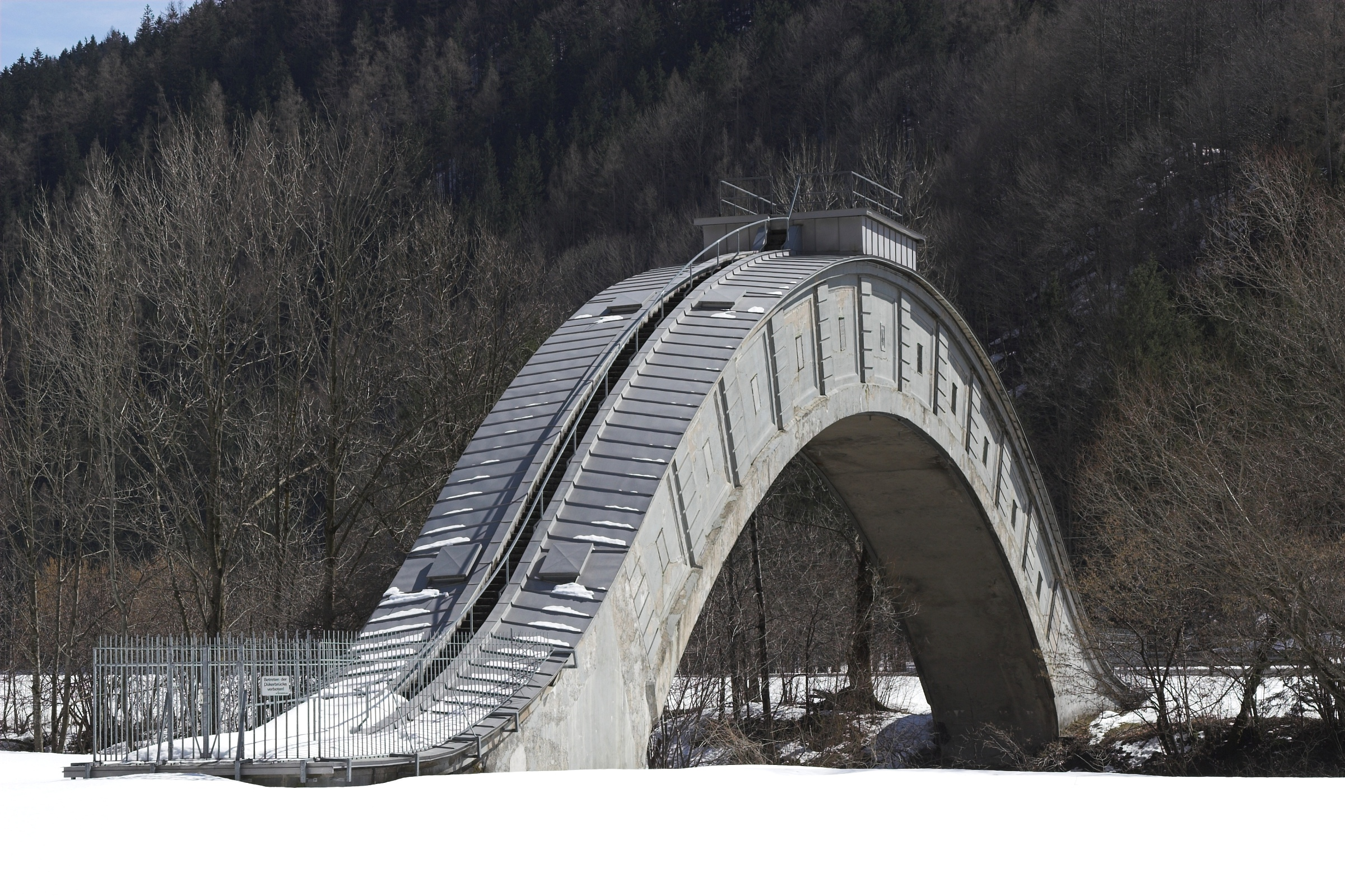
Dükerbrücke

- Pfarrkirche St. Georgen am Reith: um 1500 erbaut, gotisch. Der Innenraum ist im spätgotischen Stil gestaltet. Bemerkenswertes Maskenrelief am Turm – vermutlich aus der Keltenzeit.
- Jagdschloss: Ein Jagdschloss liegt am Waldesrand, inmitten eines mehr als 10.000 m² großen Parks. Das Schloss ist in Privatbesitz und war früher ein Hotel.
- Dükerbrücke: Die Rohrbrücke (40 Meter Spannweite; Baubeginn 1922) dient zur Überquerung der Ybbs und leitet das Wasser zum Kraftwerk Opponitz, welches im Besitz der Stadt Wien ist.

## Wirtschaft und Infrastruktur
Die Statistik Austria hat im Jahr 2011 287 erwerbstätige Personen ermittelt, von denen 6 Personen arbeitslos waren. 79 Personen waren selbstständig tätig, davon 66 in der Land- und Forstwirtschaft. Die allgemeine Erwerbsquote lag bei 49,8 %.

### Verkehr
- Bahn/Bus: St. Georgen am Reith hatte eine Station an der schmalspurigen Ybbstalbahn der ÖBB. Die Schmalspurbahn wurde aus wirtschaftlichen Gründen 2010 eingestellt und durch eine Busverbindung ersetzt.

### Öffentliche Einrichtungen
In der Gemeinde gibt es einen Kindergarten und eine Volksschule.

### Freizeit und Sport
- Wander- und Radfahrerwege: Wanderer und Radfahrer finden in der näheren und weiteren Umgebung von St. Georgen am Reith ein weitläufiges, gut markiertes Wegenetz in unberührter Landschaft vor. Durch das Gemeindegebiet führt der Ybbstalradweg.
- Angelsport: Auch Angler können in St. Georgen am Reith in der Ybbs die unberührte Naturlandschaft erleben.
- Kanusport: Auch Kanufahren auf der Ybbs ist möglich.

## Politik

### Gemeinderat
Der Gemeinderat hat 15 Mitglieder.
- Nach den Gemeinderatswahlen in Niederösterreich 1990 hatte der Gemeinderat folgende Verteilung: 6 Liste Bachner Christian, 5 SPÖ und 4 ÖVP.
- Nach den Gemeinderatswahlen in Niederösterreich 1995 hatte der Gemeinderat folgende Verteilung: 9 SPÖ und 6 ÖVP.[7]
- Nach den Gemeinderatswahlen in Niederösterreich 2000 hatte der Gemeinderat folgende Verteilung: 9 SPÖ und 6 ÖVP.[8]
- Nach den Gemeinderatswahlen in Niederösterreich 2005 hatte der Gemeinderat folgende Verteilung: 7 SPÖ, 7 ÖVP und 1 Grüne.[9]
- Nach den Gemeinderatswahlen in Niederösterreich 2010 hatte der Gemeinderat folgende Verteilung: 8 SPÖ und 7 ÖVP.[10]
- Nach den Gemeinderatswahlen in Niederösterreich 2015 hatte der Gemeinderat folgende Verteilung: 8 SPÖ und 7 ÖVP.[11]
- Nach den Gemeinderatswahlen in Niederösterreich 2020 hat der Gemeinderat folgende Verteilung: 8 ÖVP und 7 SPÖ.[12] Bei der Gemeinderatswahl 2020 wurde nach 2015 wieder die höchste Wahlbeteiligung Niederösterreichs von 92,5 % (2015 94,9 %) erzielt. Nach 25 Jahren gelang es der Volkspartei das achte Mandat zu erlangen und somit den Bürgermeister zu stellen.
- Nach den Gemeinderatswahlen in Niederösterreich 2025 hat der Gemeinderat folgende Verteilung: 11 ÖVP und 4 SPÖ.[13]

### Bürgermeister
- 1948–1964 Sebastian Haidler (ÖVP)
- 1964–1975 Johann Tazreiter (ÖVP)
- 1975–1987 Johann Hager (ÖVP)
- 1987–1995 Johann Buder (ÖVP)
- 1995–2009 Andreas Rautter (SPÖ)[14]
- 2009–2018 Helmut Schagerl (SPÖ)[14]
- 2018–2020 Birgit Krifter (SPÖ)[14]
- seit 2020 Josef Pöchhacker (ÖVP)[15]

## Persönlichkeiten

### Politische Persönlichkeiten
- Helmut Schagerl (* 1960), ehemaliger Bürgermeister und Landtagsabgeordneter der SPÖ
- Josef Scheicher (1842–1924), Priester und Politiker, Ehrenbürger der Gemeinde, Verleihung am 14. Februar 1904.[16]
- Manfred Wurm (* 1949), Pädagoge und Politiker (SPÖ), Bezirksvorsteher in Wien

### Sportliche Persönlichkeiten
- Katharina Huber (* 1995), österreichische Skirennläuferin

### Musikalische Persönlichkeiten
- Siegfried Rabl (* 1949), leitete als Kapellmeister 50 Jahre den Musikverein St. Georgen am Reith